# Tadai Mahiro
Tadai Mahiro (唯井 まひろ 4 tháng 3 năm 2000 (năm Bình Thành thứ 12) –) là một người mẫu khỏa thân, nữ diễn viên khiêu dâm và YouTuber người Nhật Bản. Tên cũ của cô là Mahiro (まひろ). Cô sinh ra tại Tokyo.
Cô thuộc về công ti Mine's.

## Sự nghiệp
16/4/2018, ảnh khỏa thân lông mu của cô lần đầu được đăng tải dưới tên Mahiro trong số thứ 18 (bản ngày 30/4) của tạp chí Playboy hàng tuần của Shūeisha. Cô đã được ban biên tập tạp chí săn tìm, và đã được chọn làm người mẫu khỏa thân mặc dù chưa có nhiều kinh nghiệm trong lĩnh vực. Cô đã lập tài khoản Twitter vào cùng ngày tạp chí được phát hành. 
14/5/2018, cô thông báo ra mắt ngành phim khiêu dâm dưới tên Tadai Mahiro. Phim ra mắt ngành của cô cũng được phát hành dưới dạng đĩa Blu-ray, cũng là đĩa Blu-ray đầu tiên SOD phát hành kể từ tháng 9/2014 không kể các phim tổng hợp. Sau khi ra mắt ngành, ảnh áo tắm của cô cũng đã được đăng trong trong số thứ 26 (bản ngày 25/6) của tạp chí Playboy hàng tuần.
Cô đã được đề cử cho giải Nữ diễn viên mới tại Giải thưởng truyền hình phim khiêu dâm Sky PerfecTV! 2019, và đã nhận giải vào ngày 12/3/2019. Vào ngày 21/3, cô cũng đã nhận giải Người mới đến xuất sắc nhất tại SOD AWARD2019 Ngoài ra, cô cũng được đề cử tại Giải thưởng phim ngưòi lớn FANZA 2019, và đã nhận giải Chủ đề vào ngày 12/5.
20/6/2019, cô đã mở kênh YouTube "まひろにあ帝国" (Mahironia Teikoku/Đế quốc Mahironia), và bắt đầu các hoạt động YouTuber với số lượt xem trung bình là 100 nghìn.
Tháng 10/2019, cô được đề cử cho GeoTV×Men's Cyzo ADULT AWARD 2019 trong hạng mục Nữ hoàng giáng trần. Cô thường được gọi với tên thứ hai là "Một cô gái xinh đẹp siêu nhạy cảm". Vào ngày 1/10, cô đã nhận giải từ Men's Cyzo.
Tháng 4/2021, cô xếp thứ 30 trong bảng "bầu cử nữ diễn viên phim khiêu dâm SEXY đang hoạt động 2021" của Asahi Geinō. Cô cũng đã xếp thứ 9 trong bảng xếp hạng nữ diễn viên gợi cảm năm 2021 của tạp chí Kobunsha FLASH. Tháng 5/2022, cô xếp thứ 42 trong bảng "bầu cử nữ diễn viên phim khiêu dâm SEXY đang hoạt động 2022" của Asahi Geinō.
Vào năm 2022, ảnh áo tắm của cô được đăng trên số thứ 22 của tap chí Young Animal (Hakusensha) như một sự hợp tác với manga Futari Ecchi.
26/12/2022, trong bảng xếp hạng bán hàng qua bưu điện của FANZA hàng tuần, phim của cô "Kỉ niệm 15 năm SOD star! Tổng hợp SEX ra mắt ngành của 18 nữ diễn viên ngôi sao được tuyển chọn kĩ càng!" (SODstar15周年記念！厳選した人気スター女優18名 デビューSEX集めました!) đã xếp thứ nhất.。Tháng 5/2023, cô xếp thứ 43 trong cuộc "bầu cử nữ diễn viên khiêu dâm SEXY năng động năm 2023" của Asahi Geinō.
Cô cùng Ogura Yuna đã được chọn làm người mẫu được đăng ảnh trên bìa tạp chí "Shūkan Gendai Phụ lục ảnh áo tắm WGLuxury Vol.1" số ngày 25/4/2023 của Kōdansha.
10/6/2023, Sự kiện kỉ niệm 5 năm ra mắt ngành "Sự kiện Tadai Mahiro kỉ niệm 5 năm ra mắt ngành - Đừng lo! Tôi sẽ quan hệ với bạn! Cùng thử thách với một vở kịch" được tổ chức tại Asagaya Loft A ở Tokyo.
23/10/2023, cô đã thông báo trên kênh YouTube rằng sẽ mở bán sữa dưỡng thể. Cô nói rằng "Nó có thể dùng cho cả SEX và thủ dâm".

## Đời tư
Khẩu hiện của cô là "Sinh ra vào năm 2000". Cô chưa từng để ý đến năm sinh của mình trước khi vào ngành, nên cô đã cảm thấy bất ngờ khi nói chuyện với những người trong ngành và nhận ra tầm quan trọng của năm sinh trong ngành.
Cô từng ngưỡng mộ các thần tượng và đã học hát và nhảy múa khi học trung học (Công ti chủ quản của cô cũng là công ti quản lí các thần tượng).
Mahiro đã cho rằng vẻ ngoài các thần tượng thông thường là không phù hợp nên đã tìm hiểu về các nhóm Ebisu☆Muscats, SEXY-J và bắt đầu có hững thú với ngành phim khiêu dâm. Các nhóm thần tượng thường có hình ảnh rập khuôn với tóc đen tết thành kiểu tóc hai bím, nên cô đã cảm thấy "sốc" bởi sự phóng khoáng trong phong cách của các nữ diễn viên khiêu dâm.
Cô là kiểu người không thích đứng trước đám đông, tuy nhiên như đã nhắc đến ở trên cô ngưỡng mộ những người thấy tự hào khi đứng trước đám đông như các thần tượng và nữ diễn viên, nên cô có quyết tâm thay đổi bản thân và đã nói trong một cuộc phỏng vấn với ban biên tập tạp chí Playboy rằng "Tôi không ngại cởi hết quần áo".
Nữ diễn viên yêu thích của cô là Sakura Mana, một đàn chị cùng công ti, và kiểu tóc shortcut của cô khi ra mắt ngành với  là lấy cảm hứng từ Mana (Mặc dù cô đã từng làm việc với Mana trước đây, cô vẫn thấy hồi hộp mỗi lần gặp lại). Món ăn yêu thích của cô là dứa và kiwi. Cô cũng là bạn tốt với Ogura Yuna, người cũng công ti chủ quản và hãng phim độc quyền, và cô cùng Yuna đã trình diễn tại sự kiện Last Live Tokyo Dome của BiSH vào ngày 29/6/2023.
Ikuta Machi, một đàn em cùng công ti chủ quản do ngưỡng mộ cô nên đã trở thành nữ diễn viên khiêu dâm, nộp đơn và được nhận vào cùng công ti với cô (họ cũng đã nói chuyên với nhau trên kênh YouTube của Mahiro).
Lần đầu cô quan hệ tình dục là trong chuyến du lịch hè khi cô học năm ba trung học, cùng với một dōtei mà cô đã hẹn hò trong 3 tháng. Kiểu người cô thích là một "ông chú", và bạn trai hiện tại của cô cũng là người có bụng phệ.
Về sở thích, cô đã nói rằng cô thường dōtankyohi. Ví dụ như trong tác phẩm yêu thích của cô Sword Art Online, cô có tình cảm với nhân vật chính Kirito đến mức cô thấy ghen tị với nữ anh hùng Asuna và các nhân vật khác, nên cô không thể đọc nó nữa (Phát biểu khi cô xuất hiện trên Sanshimai Radio ngày 3/6/2022). Mục tiêu của cô trong năm 2022 là "trở thành chủ tịch".
Trước khi ra mắt ngành, cô đã từng nuốt tinh dịch của bạn trai, tuy nhiên cô đã thấy ghê tởm về nó nên cô đã từ chối thực hiện hành động này nên cô đã từ chối nuốt tinh dịch trong các phim khiêu dâm. Xuất tinh vào miệng đối với cô thì chấp nhận được, tuy nhiên cô từng 1 lần bị tinh dịch bắn thẳng xuống họng do nam diễn viên xuất tinh quá mạnh.

## Tên diễn
Khi xuất hiện trên tạp chí Playboy hàng tuần, cô đã lấy tên Mahiro theo các thần tượng yêu thích của cô bao gồm Hayashida Mahiro của nhóm Fairies và Hoshino Mahiro của nhóm Akishibu Project. Phần họ của cô được thêm vào bởi SOD và công ti chủ quản để tên cô trở nên dễ nhận biết hơn khi ra mắt ngành phim khiêu dâm.